# Trophée de France 2001
Navigation
Édition précédente Édition suivante
Le Trophée de France est une compétition internationale de patinage artistique qui se déroule en France au cours de l'automne. Il accueille des patineurs amateurs de niveau senior dans quatre catégories: simple messieurs, simple dames, couple artistique et danse sur glace. En 2001 il s'appelait également Trophée Lalique.
Le quinzième Trophée de France est organisé du 15 au 18 novembre 2001 au palais omnisports de Paris-Bercy. Il est la quatrième compétition du Grand Prix ISU senior de la saison 2001/2002.

## Résultats

### Messieurs
| Rang | Nom                 | Pays        | Points | Prog. court | Prog. libre |
| ---- | ------------------- | ----------- | ------ | ----------- | ----------- |
| 1    | Aleksey Yagudin     | Russie      | 1.5    | 1           | 1           |
| 2    | Todd Eldredge       | États-Unis  | 3.0    | 2           | 2           |
| 3    | Andrejs Vlascenko   | Russie      | 4.5    | 3           | 3           |
| 4    | Johnny Weir         | États-Unis  | 6.5    | 5           | 4           |
| 5    | Zhang Min           | Chine       | 8.0    | 4           | 6           |
| 6    | Stéphane Lambiel    | Suisse      | 8.5    | 7           | 5           |
| 7    | Sergei Rylov        | Azerbaïdjan | 13.0   | 12          | 7           |
| 8    | Yamato Tamura       | Japon       | 13.0   | 10          | 8           |
| 9    | Emanuel Sandhu      | Canada      | 13.0   | 6           | 10          |
| 10   | Li Yunfei           | Chine       | 13.5   | 9           | 9           |
| 11   | Vincent Restencourt | France      | 15.0   | 8           | 11          |
| 12   | Frédéric Dambier    | France      | 17.5   | 11          | 12          |

### Dames
| Rang | Nom                | Pays       | Points | Prog. court | Prog. libre |
| ---- | ------------------ | ---------- | ------ | ----------- | ----------- |
| 1    | Maria Butyrskaya   | Russie     | 2.5    | 1           | 2           |
| 2    | Sarah Hughes       | États-Unis | 3.0    | 4           | 1           |
| 3    | Sasha Cohen        | États-Unis | 4.5    | 3           | 3           |
| 4    | Viktoria Volchkova | Russie     | 7.0    | 2           | 6           |
| 5    | Laëtitia Hubert    | France     | 7.5    | 5           | 5           |
| 6    | Shizuka Arakawa    | Japon      | 8.5    | 9           | 4           |
| 7    | Silvia Fontana     | Italie     | 10.0   | 6           | 7           |
| 8    | Alisa Drei         | Finlande   | 13.0   | 10          | 8           |
| 9    | Anne-Sophie Calvez | France     | 13.0   | 8           | 9           |
| 10   | Vanessa Gusmeroli  | France     | 13.5   | 7           | 10          |
| 11   | Nicole Watt        | Canada     | 16.5   | 11          | 11          |

### Couples
| Rang    | Nom                                   | Pays    | Points | Prog. court | Prog. libre |
| ------- | ------------------------------------- | ------- | ------ | ----------- | ----------- |
| 1       | Elena Berejnaïa / Anton Sikharulidze  | Russie  | 1.5    | 1           | 1           |
| 2       | Kyoko Ina / John Zimmerman            | Canada  | 3.0    | 2           | 2           |
| 3       | Sarah Abitbol / Stéphane Bernadis     | France  | 5.0    | 4           | 3           |
| 4       | Tatiana Totmianina / Maksim Marinin   | Russie  | 5.5    | 3           | 4           |
| 5       | Jacinthe Larivière / Lenny Faustino   | Canada  | 8.0    | 6           | 5           |
| 6       | Yuko Kavaguti / Alexander Markuntsov  | Russie  | 9.5    | 7           | 6           |
| 7       | Marie-Pierre Leray / Nicolas Osseland | France  | 11.0   | 8           | 7           |
| Abandon | Dorota Zagórska / Mariusz Siudek      | Pologne |        | 5           |             |
| Forfait | Aljona Savchenko / Stanislav Morozov  | Ukraine |        |             |             |

### Danse sur glace
| Rang | Nom                                     | Pays       | Points | Danse imposée | Danse originale | Danse libre |
| ---- | --------------------------------------- | ---------- | ------ | ------------- | --------------- | ----------- |
| 1    | Marina Anissina / Gwendal Peizerat      | France     | 2.0    | 1             | 1               | 1           |
| 2    | Shae-Lynn Bourne / Victor Kraatz        | Canada     | 4.0    | 2             | 2               | 2           |
| 3    | Margarita Drobiazko / Povilas Vanagas   | Lituanie   | 6.0    | 3             | 3               | 3           |
| 4    | Albena Denkova / Maxim Staviski         | Bulgarie   | 8.0    | 4             | 4               | 4           |
| 5    | Isabelle Delobel / Olivier Schoenfelder | France     | 10.0   | 5             | 5               | 5           |
| 6    | Tanith Belbin / Benjamin Agosto         | États-Unis | 12.4   | 7             | 6               | 6           |
| 7    | Svetlana Kulikova / Arseni Markov       | Russie     | 13.6   | 6             | 7               | 7           |
| 8    | Chantal Lefebvre / Justin Lanning       | Canada     | 16.0   | 8             | 8               | 8           |
| 9    | Zita Gebora / Andras Visontai           | Hongrie    | 18.0   | 9             | 9               | 9           |
| 10   | Rie Arikawa / Kenji Miyamoto            | Japon      | 20.0   | 10            | 10              | 10          |
| 11   | Anna Mosenkova / Sergei Sychov          | Estonie    | 22.0   | 11            | 11              | 11          |

## Sources
- (en) Résultats du Trophée Lalique 2001 sur le site de l'International Skating Union
- Patinage Magazine N°80 (Décembre 2001)